# Harasztok
A harasztokat Pteridophyta, Polypodiophyta  vagy Filicophyta néven korábban a növények egyik  törzsének tekintették, de abban a felosztásban – a közéjük sorolt korpafüvek miatt – nem alkottak monofiletikus csoportot. A haraszt elnevezés manapság már nem rendszertani kategória, hanem gyűjtőnév: a virágtalan, egyúttal spórával szaporodó, szövetes (valódi szárral rendelkező) növények megnevezésére szolgál. Így közéjük tartoznak az ősharasztok, a korpafüvek, a zsurlók, a páfrányok és a csak fosszilis maradványokból ismert őspáfrányok.
A törzsfejlődés során a korpafüvek viszonylag korán különváltak a többi száras növénytől  melyekből később a nyitvatermők kialakultak. A recens harasztok a korpafüvek nélkül monofiletikusak oly módon, hogy a zsurlók beékelődnek a többi páfránycsoport közé. Törzsként az általánosan el nem fogadott Monilophyta néven tárgyalhatók.

## A harasztok rendszerezése

### Hagyományos rendszer
A hagyományos rendszertan szerint a harasztok a következő osztályokat és alosztályokat foglalják magukba:
- törzs: Harasztok (Pteridophyta)
  - osztály: Ősharasztok (Psilophytopsida)
  - osztály: Tmeszipteriszek (Tmesopsida)
  - osztály: Korpafüvek (Lycopsida)
  - osztály: Zsurlók (Sphenopsida)
  - osztály: Páfrányok (Pteropsida)
    - alosztály: Őspáfrányok (Protopteridiidae)
    - alosztály: Előnyitvatermők (Archeopterididae)
    - alosztály: Bokros őspáfrányok (Coenopterididae)
    - alosztály: Kígyónyelvpáfrányok (Ophioglossidae)
    - alosztály: Marattiapáfrányok (Marattidae)
    - alosztály: Királyharasztok (Osmundidae)
    - alosztály: Valódi páfrányok (Polypodiidae)
    - alosztály: Vízipáfrányok (Hydropteridae)

### Filogenetikus rendszer
A legújabb filogenetikus rendszertan szerint a harasztokat a következő módon rendszerezzük:
- Törzs: Lycopodiophyta / Korpafűfélék
  - Család: Lycopodiaceae
  - Család: Selaginellaceae
- Törzs: Monilophyta / Páfrányok és zsurlók
  - I. Osztály: Psilotopsida
    - A. Rend: Ophioglossales
      - 1. Család: Ophioglossaceae

  - II. Osztály: Equisetopsida
    - C. Rend: Equisetales
      - 3. Család: Equisetaceae

  - III. Osztály: Marattiopsida
  - IV. Osztály: Polypodiopsida
    - E. Rend: Osmundales
      - 5. Család: Osmundaceae

    - I. Rend: Salviniales
      - 13. Család: Marsileaceae
      - 14. Család: Salviniaceae (incl. Azollaceae)

    - K. Rend: Polypodiales
      - 25. Család: Dennstaedtiaceae (Pteridium)
      - 26. Család: Pteridaceae (Cheilanthes=Notholaena)
      - 27. Család: Aspleniaceae
      - 28. Család: Thelypteridaceae
      - 29. Család: Woodsiaceae (Athyrium, Cystopteris, Gymnocarpium, Woodsia)
      - 30. Család: Blechnaceae
      - 31. Család: Onocleaceae (Matteuccia)
      - 32. Család: Dryopteridaceae (Dryopteris, Polystichum)
      - 37. Család: Polypodiaceae